# Pavol Košík (1962)
Pavol Košík (* 9. června 1962) je bývalý slovenský fotbalista, obránce.

## Fotbalová kariéra
V československé lize hrál za ZVL Považská Bystrica. Nastoupil ve 29 ligových utkáních. Ve druhé nejvyšší soutěži hrál i za TTS Trenčín.

## Ligová bilance
| Ročník                                      | Zápasy | Góly | Klub                  |
| ------------------------------------------- | ------ | ---- | --------------------- |
| 1. slovenská národní fotbalová liga 1983/84 | 3      | 0    | TTS Trenčín           |
| 1. slovenská národní fotbalová liga 1985/86 | 29     | 2    | ZVL Považská Bystrica |
| 1. slovenská národní fotbalová liga 1986/87 | 22     | 0    | ZVL Považská Bystrica |
| 1. slovenská národní fotbalová liga 1987/88 | 29     | 0    | ZVL Považská Bystrica |
| 1. slovenská národní fotbalová liga 1988/89 | 30     | 3    | ZVL Považská Bystrica |
| 1. československá fotbalová liga 1989/90    | 29     | 0    | ZVL Považská Bystrica |
| CELKEM                                      | 29     | 0    |                       |